# 弗洛里安·菲利波
弗洛里安·菲利波 （法語：Florian Philippot，法語發音：[flɔʁjɑ̃ filipo]；1981年10月24日—）是法国政治人物和前歐洲議會議員。2011年10月，他被任命为玛丽娜·勒庞2012年法国总统选举总统竞选活动的战略总监。  他于2012年至2017年担任國民聯盟副主席，然后于2017年9月退出國民聯盟並成立政黨爱国者。自2017年10月以来，他一直是民族和自由欧洲成员。

## 家庭背景
他于1981年10月24日出生于克鲁瓦，並在里尔欧洲都会区的郊区邦迪长大。 
他的父亲是一名公立學校的班主任，母亲是一名小学教师。

## 个人生活
2014年12月，法国名人杂志《Closer》指出弗洛里安·菲利波是同性恋，并提供了他和男友在维也纳的照片。  弗洛里安·菲利波称《Closer》侵犯了他的隐私，并表示他将对《Closer》提起投诉。